# Groenwoudt
Groenwoudt was een Nederlands supermarkt-concern.

## Geschiedenis
De eerste supermarkt werd in 1927 geopend aan de Landstraat in Bussum door Willem Groenwoudt. Later volgde een filiaal in Zeist. Groenwoudt begon ook met een aangrenzende slijterij, Curio Cave genoemd. Na de pensionering van Willem Groenwoudt ontwikkelde zijn schoonzoon, Jacobus Cornelis (Co) de Rijcke, de onderneming tot een grootwinkelbedrijf met meer dan duizend filialen in Nederland. De groei in zijn tijd kwam met name tot stand door de acquisitie van vele regionale ketens, zoals De Ru, Minten, Beerkens, De Witte Prijzen Hal, Bingo Supermarkten en Weltevreden. De Rijcke overleed op 1 mei 1997 en werd opgevolgd door de van Nutricia afkomstige Dick van Hedel.
In 1997 kocht de Groenwoudt-groep de Nieuwe Weme, een supermarktketen in Noord Nederland die was uitgegroeid door de overname van onder meer Spijkerman Supermarkten, Komas Supermarkten en Dreize supermarkten.
In 1999 werd Lekker & Laag, een ongekend succesvolle supermarkt aan de Broekhovenseweg in Tilburg, overgenomen van het echtpaar Jan en Anita Meurs met de bedoeling dit systeem in de grote winkels van Groenwoudt te gaan toepassen.

## Kruidvat
Behalve actief in de levensmiddelendistributie, nam Groenwoudt begin jaren zeventig ook Evora (een bazar in Utrecht) over en verstevigde daarmee de basis voor de discount drogisterijformule Kruidvat. Vanaf 1975, toen de eerste drogisterij in Bussum werd geopend, was het aantal winkels gestaag gegroeid. Er volgde een spectaculaire uitbreiding van het aantal vestigingen en met de latere overname van de keten Trekpleister voordeeldrogisterijen (ruim tweehonderd winkels), tot dan van De Boer Supermarkten, werd zij in deze sector onbetwist marktleider. Daarnaast voltrok zich een succesvolle opstart van Kruidvat in België, de overname van de parfumerieketen Ici Paris XL en de joint venture met het Duitse Rossmann drogisterijen in Polen, Tsjechië en Hongarije.

## Verkoop
In 2000 werden de supermarkten van de Groenwoudt-Groep verkocht aan Laurus. De Groenwoudt-groep werd na de verkoop van de supermarkten omgedoopt tot Kruidvat Holding.
De supermarkten werden in 2000 nagenoeg allemaal omgebouwd tot Konmar. De nieuwe formule van Konmar was geen succes en de meeste winkels werden omgebouwd tot Super de Boer of Edah. Ook deze formules zijn inmiddels uit het straatbeeld verdwenen.